# Amen (gebed)

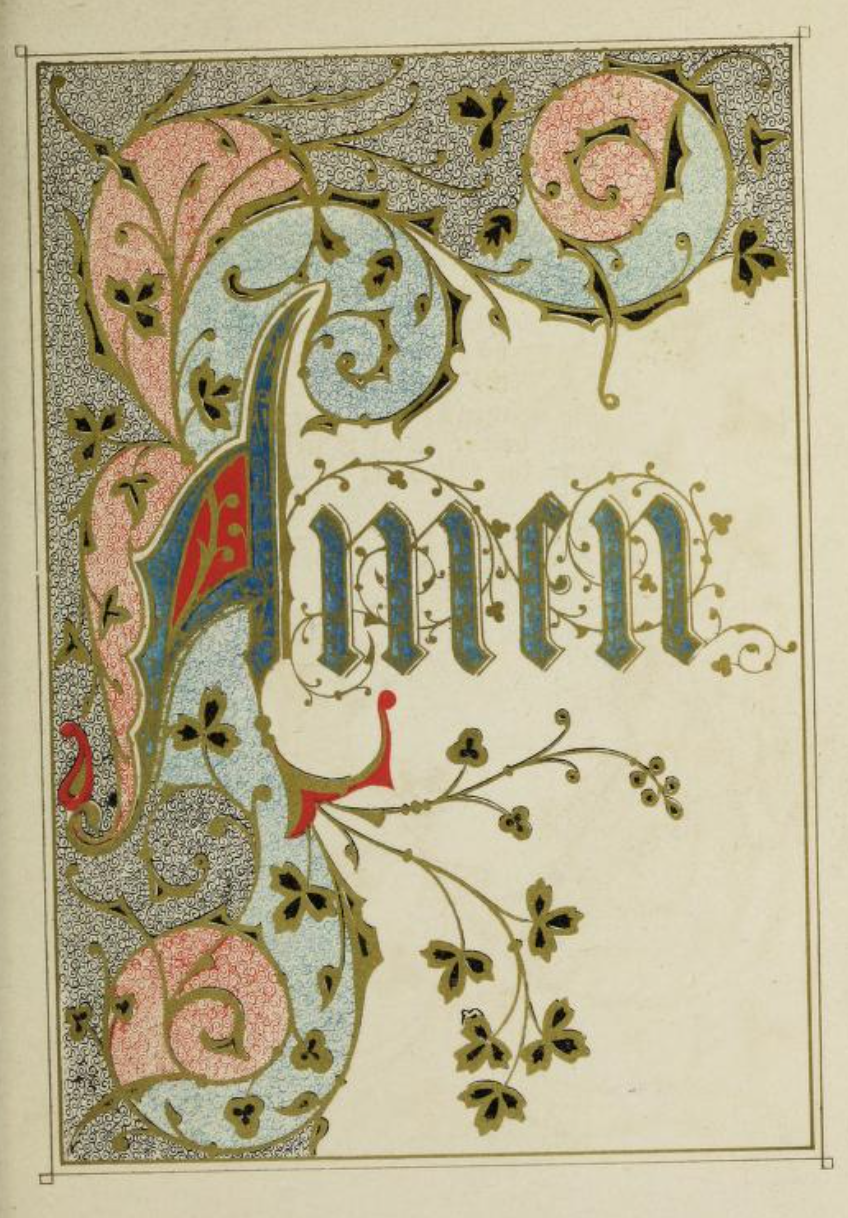
Versierd "Amen" uit het verlichte boek van de Bergrede, ontworpen door Owen Jones, gepubliceerd in 1845.

Amen (Hebreeuws: אמן (’Amen); Oudgrieks: Ἀμήν (Amēn); Arabisch: آمين (’Āmīn)) is een woord dat teruggevonden wordt in de Thora, het Nieuwe Testament en de Hadith. Het betekent letterlijk "zeker, het is zo" of "het zij zo" en wordt in het jodendom,
het christendom en de islam gebruikt aan het einde van een gebed of zegening, als een soort bekrachtiging of acclamatie. De Nederlandse uitspraak van het woord is ámen, in protestante kringen is amén veelal gebruikelijk. In het Hebreeuws is de uitspraak amen, amein,  omein  of umain. In het Aramees wordt het uitgesproken als amien. In het Arabisch, het Nieuwgrieks en het Russisch is de uitspraak "amin" (Nieuwgrieks: αμήν, Russisch: аминь). In de Septuagint wordt in plaats van het woord "amen" het Griekse woord genoito (γενοίτο) gebruikt, wat vertaald kan worden als 'het moge gebeuren'.

## Herkomst
Er bestaan verschillende niet wetenschappelijk onderbouwde hypotheses over de herkomst van het woord. Eén ervan veronderstelt dat het is afgeleid van Amen Ra, de Egyptische zonnegod, een andere dat het een afkorting is van het Hebreeuwse El Melech Neëman: trouw aan de Koning (in de betekenis van God). De Hebreeuwse wortel mn betekent: steunen, bevestigen, betrouwbaar zijn.

## Jodendom en christendom
Het woord komt voor in de Bijbel in 73 verzen, waaronder Deuteronomium 27:15, Psalm 41:14 en Matteüs 6:13. De christenen namen het woord uit het Hebreeuws over.

### Heidelbergse Catechismus
In zondag 52, vraag en antwoord 129 van de Heidelbergse Catechismus wordt het woord "amen" behandeld:

Amen wil zeggen: Het is waar en zeker. Want God heeft mijn gebed veel stelliger verhoord, dan ik in mijn hart voel dat ik dit van Hem begeer.

## Islam

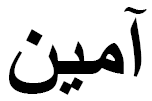
Amen in het Arabisch

Het Arabische amen is niet terug te vinden in de Koran, maar het gebruik ervan wordt ondersteund door Hadith. Na de recitatie van Soera De Opening zegt men doorgaans amin. Het is een van de weinige woorden die door de gemeenschap tijdens het gezamenlijke vrijdaggebed luidop uitgesproken wordt. Daarnaast wordt een dua doorgaans met amin afgesloten.
Volgens overleveringen reciteerde Mohammed na de laatste aya van Soera De Opening amin hardop, waarbij hij zijn stemgeluid verhief. Ook beval hij de gemeenschap amin te zeggen, omdat de engelen en de imam amin zeggen. Volgens een bepaalde overlevering zouden alle voorafgaande zonden vergeven zijn, als het amin in het gebed samenvalt met het amin van de engelen in de hemel.
Volgens deze Hadith is een imam dus verplicht om het amin uit te spreken, hoewel niet iedere madhhab hiermee in overeenstemming is. Ook over het moment waarop de gemeenschap het amin zegt, voor de imam, tegelijkertijd met de imam of na de imam, is geen eenduidigheid.
De Hadith van Moeslim en Aboe 'Awaanah leveren over: ... zeg dan amin; God zal je beantwoorden.